# Casa Nova
Casa Nova este un oraș în unitatea federativă Bahia (BA) din Brazilia.